# عقرب‌های شلاقی

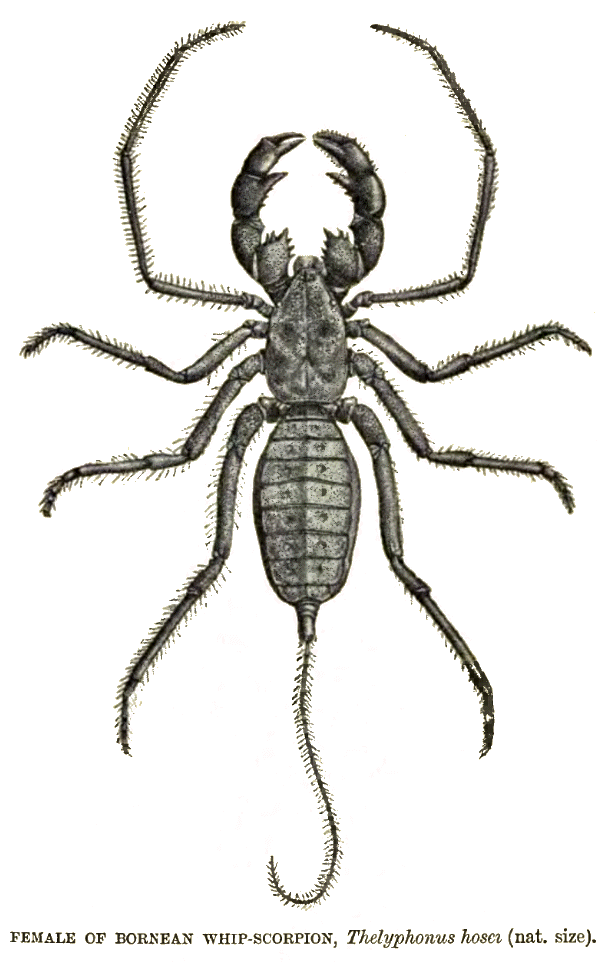
سرکه‌پاش مالزی

سرکه‌پاش جانوری است از بندپایان ابتدایی، مرتبط با عنکبوت. این جانور دمی شلاق‌وار دارد و ظاهر آن به عقرب شباهت دارد و به همین خاطر به آن «عقرب شلاقی» هم گفته‌اند. 
سرکه‌پاش بر خلاف عقرب نیش نمی‌زند و سمی نیست بلکه به سوی دیگران اسید استیک می‌پاشد. اسید استیک عاملی است که به سرکه بوی ویژه آن را می‌بخشد و به این خاطر این جانور به سرکه‌پاش معروف شده‌است.
سرکه‌پاش به راسته سرکه‌پاشان Thelyphonida تعلق دارد و در محافل علمی به سرکه‌پاش، دُم‌کَفَلی uropygid نیز می‌گویند که به تاژک شلاق‌مانندی اشاره دارد که در انتهای کفل‌گاه این جانور وجود دارد.
سرکه‌پاش‌ها شکارچیان شب‌رو و گوشتخوارند و بیشتر از حشرات، هزارپاها، عقرب‌ها و جورپایان خشکی‌زی تغذیه می‌کنند اما گاه کرم و لیسه نیز می‌خورند.